# 松田ナミ
松田 ナミ（まつだ なみ、平仮名で「なみ」とも、1904年 - 1995年11月14日）は、日本の医師。クリスチャンでもあった。国立療養所菊池恵楓園、国立療養所沖縄愛楽園、国立療養所星塚敬愛園でハンセン病患者のために働いた。戦時中は男子医師が応召したので、松田ら女医も活動する機会も多かったが、療養所は戦災に遭い、苦労した。

## 生涯
- 1904年、熊本県八代市で生まれる。
- 1923年、東京女子医学専門学校に入学。姉も同学校を出た医師である。

在学中、日本キリスト教団の教会に出席したことがある。卒業の翌年に賛育会の錦糸病院に勤務したが、そのとき本院の内科部長が内村鑑三の聖書研究会に出席していた植木良佐であった。松田は、将来ハンセン病の女医になる大西富美子や名和千嘉とともに聖書研究会に出席した。
- 1935年3月、九州療養所国立療養所菊池恵楓園赴任。園長は同じ八代出身である。光田系統とは別であると記載してある。ハンセン病は悲惨な病気であると著書にある。
- 1938年、沖縄に国頭愛楽園ができ、招請の手紙に応じた。菊池恵楓園長の許可がとれず、辞表を提出し、7月31日に解任。

### 当時の菊池恵楓園
「ハンセン病は予想以上に悲惨な病気であると知った。夜間急患があっても、男子寮に限り往診した。夫婦舎はなく、ゆがんだ生活である。男子の医師や、日赤の看護婦にまで召集令状がきた。」

### 沖縄愛楽園での非常時
1945年、戦争がひどくなり、避難壕を作り、不自由者は早くから壕内生活となった。「余暇を見て、身辺の整理をして最後の日を待った。園長がきて、何も整理ができていない。官舎も焼ける覚悟でいなければ、と言った。アルバムを燃やした。医局に3名の男性がいたが、3名とも応召し、戦死した。三上婦長（三上千代）、西崎、増田、知念、川平、吉浜、我喜屋の七名の天使群は、まるで戦場における七名の武士のように、勇敢に最後までふみ止まって、職務を遂行した。爆撃の合間を縫いながら、壕から壕をまわっての決死行である。（中略)明日は死ぬかもしれない、この極限に身を置きながら、生きることの尊貴と、歓喜を知る矛盾が、自分にも不可解に思われながら.....」

### その後
- 1948年、沖縄を離れ、九州に帰った。[2]
- 国立療養所星塚敬愛園に勤務したようだ。「名もなき星たちよ」の年表に次の２つがある。
- 1964年6月30日。松田ナミ医官テレビ出演。「らいと共に３０年生きられた松田ナミ先生」[3]
- 1964年10月22日。松田ナミ医官。西日本文化賞を受賞することが決定。
  - 看護婦であり、クリスチャンであった井藤道子は、沖縄愛楽園でも、星塚敬愛園時代の親交を持ち続け、著書に八代における松田の写真を掲載している。その後松田は自宅を博多に移していて、当時の写真もある。[4]
- 1995年11月14日逝去。

## クリスチャンとして
松田の治療を受けた元ハンセン病患者（菊池恵楓園）は、彼女について、「他の先生は病室を全部回られると言うとは殆どなさらなかったのですけれども、クリスチャンの女医・松田ナミ先生が午後9時によく病室回ってくださいました。そして、熱のために真っ赤な顔をして、顔いっぱい汗をかいて寝ている私の脈をみられ、脈結滞しているので強い強心剤をうつようにと看護婦さんに指示してかえられたそうです。私はそれを全然しらずにいました。」また、沖縄愛楽園の日本聖公会沖縄教区愛楽園祈りの家教会執事が記念誌を出版したが、その文中に、ナミに励まされたことが出ている。

## 業績
- らいに於ける「ヒスタミン」皮膚反応(1943) 松田ナミ 沖縄医学会雑誌第6年号
- 国頭愛楽園における女子患者の月経及び産児に関する調査。(1944) 松田ナミ 第18回らい学会。(1944は紙上学会、18回は草津)
- 戦後における沖縄のらいに就いて。(1949) 松田ナミ。第21回らい学会。(東京) 雑誌においては(1948) レプラ 18巻1号

## 戦後の沖縄愛楽園での写真
- 沖縄県公文書館に米軍が撮影した多くの写真の中に、松田ナミの写真があった。

## 文献
- 東京女子医大皮膚科『コスモスの花影で らい医療にたずさわった女医達の記録』、1990年 p46-62
- 松田ナミ
- 松田なみ『予定の道』星塚敬愛園、1970年